# ANF Les Mureaux 190
ANF Les Mureaux 190 là một mẫu thử máy bay tiêm kích hạng nhẹ của Pháp trong thập niên 1930.

## Tính năng kỹ chiến thuật
Đặc tính tổng quan
- Kíp lái: 1
- Chiều dài: 7,2 m (23 ft 7 in)
- Sải cánh: 8,38 m (27 ft 6 in)
- Chiều cao: 3 m (9 ft 10 in)
- Diện tích cánh: 10 m2 (110 foot vuông)
- Trọng lượng rỗng: 850 kg (1.874 lb)
- Trọng lượng có tải: 1.290 kg (2.844 lb)
- Động cơ: 1 × Salmson 12 Vars , 340 kW (450 hp)

Hiệu suất bay
- Vận tốc cực đại: 500 km/h (311 mph; 270 kn)

Vũ khí trang bị

- Súng: 1× pháo 20mm, 2× súng máy 7,7mm